# 蓬塔韦尔
蓬塔韦尔（法語：Pontavert，法語發音：[pɔ̃tavɛʁ]）是法国上法蘭西大區埃纳省的一个市镇，属于拉昂区。

## 地理
蓬塔韦尔（49°24'26"N, 3°49'12"E）面积13.37 平方千米，位于法国上法蘭西大區埃纳省，该省份为法国北部内陆省份，北起北部省，西接索姆省和瓦兹省，东临阿登省和马恩省，西南至塞纳-马恩省，东北部与比利时接壤
与蓬塔韦尔接壤的市镇（或旧市镇、城区）包括：博里约、贝里欧巴克、绍达尔德、孔瑟夫勒、克拉奥讷、克拉奥内勒、拉维尔欧布瓦-莱蓬塔韦尔、科尔米西。

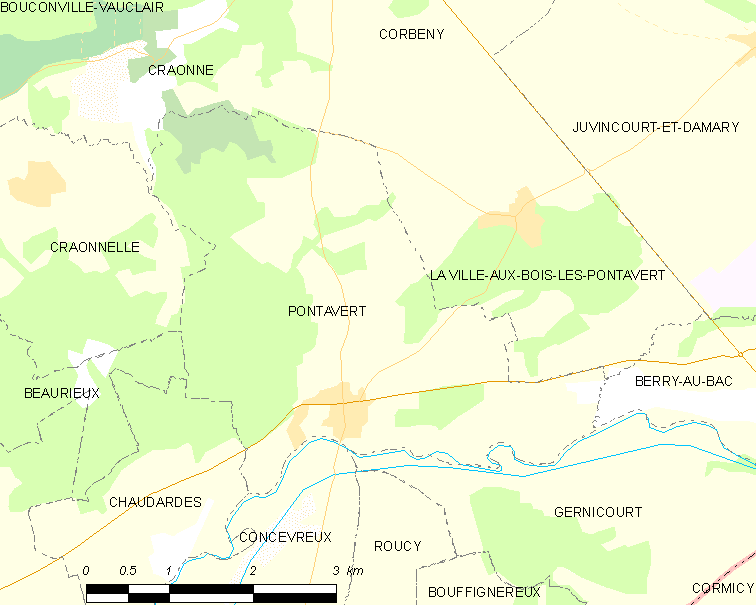
蓬塔韦尔的OSM定位图

蓬塔韦尔的时区为UTC+01:00、UTC+02:00（夏令时）。

## 行政
蓬塔韦尔的邮政编码为02160，INSEE市镇编码为02613。

## 政治
蓬塔韦尔所属的省级选区为埃纳河畔新城县。

## 人口

1962-2008年间蓬塔韦尔人口变化图示

蓬塔韦尔于2022年1月1日时的人口数量为605人。